# Dysdera dysderoides
Dysdera dysderoides là một loài nhện trong họ Dysderidae.
Loài này thuộc chi Dysdera. Dysdera dysderoides được miêu tả năm 1947 bởi Caporiacco.